# 黃信福
黃信福（1975年6月7日—），為台灣的棒球選手之一，曾經效力於中華職棒統一獅隊，守備位置為二壘手。

## 經歷
- 臺東縣新生國小少棒隊
- 臺東縣福鹿少棒隊
- 臺東縣卑南國中青少棒隊
- 臺北縣板橋國中青少棒隊（榮工）
- 臺北縣中華中學青棒隊（榮工）
- 輔仁大學棒球隊
- 合作金庫棒球隊
- 中華職棒統一獅隊（2002年～2004年）
- 南投縣埔里高中女壘隊教練
- 臺東縣泰源國中青少棒隊教練（2009年）
- 臺東縣卑南國小少棒隊教練（2014年～2015年）
- 臺東縣東大體中青棒隊教練（2014年～2016年）
- 臺東縣新港國中青少棒隊教練（2016年）
- 臺東縣信義國小少棒隊教練（2017年～2019年）
- 花蓮縣瑞穗國小少棒隊教練（2019年～2020年）
- 臺東縣卑南國中青少棒隊教練（2020年）
- 臺東縣長濱國小少棒隊教練（2021年）
- 花蓮縣玉里高中青棒隊教練（2022年～）

## 職棒生涯成績
| 年度   | 球隊   | 出賽 | 打數 | 安打 | 全壘打 | 打點 | 盜壘 | 四死 | 三振 | 壘打數 | 雙殺打 | 打擊率 |
| ------ | ------ | ---- | ---- | ---- | ------ | ---- | ---- | ---- | ---- | ------ | ------ | ------ |
| 2002年 | 統一獅 | 56   | 103  | 19   | 1      | 6    | 8    | 20   | 27   | 27     | 4      | 0.184  |
| 2003年 | 統一獅 | 64   | 54   | 10   | 0      | 4    | 2    | 12   | 13   | 16     | 2      | 0.185  |
| 2004年 | 統一獅 | 18   | 23   | 4    | 0      | 3    | 0    | 4    | 12   | 4      | 0      | 0.174  |
| 合計   | 3年    | 138  | 180  | 33   | 1      | 13   | 10   | 36   | 52   | 47     | 6      | 0.183  |

## 特殊事蹟
- 2002年7月21日，對戰中信鯨隊從小檜山雅仁手中擊出生涯首發全壘打，也為職棒生涯唯一一支全壘打。

## 軼事
- 2002年7月21日，一名在花蓮空軍基地服役的士官王啟仲正好到花蓮棒球場觀看比賽，他也撿到了黃信福擊出的首轟球，正好被當時的轉播單位緯來體育台拍到。未料在5個月後王啟仲在花蓮開車發生車禍身亡，應家屬要求希望能將當時撿到全壘打球的畫面製作成錄影帶留念，而緯來體育台也將這段畫面送給家屬，黃信福也將該球送給家屬作為紀念[1]。

## 外部連結
- 黃信福在台灣棒球維基館上的頁面（繁體中文）
- 球員資訊和成績在中華職棒官網（中文）